# サン・カルロ・カナヴェーゼ
サン・カルロ・カナヴェーゼ（伊: San Carlo Canavese）は、イタリア共和国ピエモンテ州トリノ県にある、人口約4,000人の基礎自治体（コムーネ）。

## 地理

### 位置・広がり

#### 隣接コムーネ
隣接するコムーネは以下の通り。
- チリエ
- フロント
- ノーレ
- ロッカ・カナヴェーゼ
- サン・フランチェスコ・アル・カンポ
- サン・マウリーツィオ・カナヴェーゼ
- ヴァウダ・カナヴェーゼ

## 行政

### 分離集落
サン・カルロ・カナヴェーゼには、以下の分離集落（フラツィオーネ）がある。
- Baima, Buratto Inferiore, Buratto Superiore, Capoluogo, Corametti, Fornero, Massa, Orsa, Perino, Sarolda, Sedime, Spinerano